# يوم الصمان (معركة)
يوم الصمان هو أحد من أشهر أيام العرب في الإسلام، ووقعت بين فصائل من قبيلة تميم، وحدث بعد مقتل الخلفية عثمان بن عفان وتحديدًا في 1 شوال 36 هـ (حوالي 656 م). 

## ما قبل المعركة (عز أبناء ثور النهشلي)
أبناء ثور بن أبي حارثة بن عبد الدار بن جندل بن نهشل بن دارم كانوا من أشدّ إخوة في العرب لسانا ويدا، وأمنعهم جانبا. وكثرت أموالهم في الإسلام. وكان أبوهم ثور ابتاع رميلة في الجاهليّة، وولدتهم في الجاهليّة، فعزّوا عزّا عظيما، حتى كانوا إذا وردوا ماء من مياه الصّمّان حظروا على الناس ما يريدون منه. وكانت لرميلة قطيفة حمراء، فكانوا يأخذون الهدب من تلك الفطيفة فيلقونه على الماء، أي قد سبقنا إلى هذا، فلا يرده أحد لعزّهم، فيأخذون من الماء ما يحتاجون إليه ويدعون ما يستغنون عنه.

## المعركة
فوردوا أبناء ثور النهشلي الدارمي ماء من مياه الصّمّان وورد معهم ناس من بني قطن بن نهشل. بعض بني قطن بن نهشل واسمه بشر بن صبيح، ويكنى أبا بذّال بعيره حوضا فضربه به رباب بن رميلة بعصا فشجّه. وكانت بنو قطن بن نهشل وبنو زيد بن نهشل وبنو مناف بن درام حلفاء. وكانت الأعجاز حلفاء عليهم، وهم جندل وجرول وصخر (احجار العرب) بنو نهشل.
وقال رباب بن رميلة النهشلي في ذلك:
ولما قتل رباب أبي بذّال أنشد الأشهب:
قال: [وكان رباب جلدا من أشدّ الناس]
وبلغهم ذلك فغضبوا منه، واجتمعوا وأحلافهم، واجتمعت الأحلاف عليهم فجمع كلّ واحد منهما لصاحبه. فقالت بنو قطن: يا بني جرول ويا بني صخر ويا بني جندل، ضرب صاحبكم صاحبنا ضربة لا ندري أيموت منها أم يعيش، فأنصفونا؛ فأبى القوم أن يفعلوا؛ فاقتتلوا يومهم ذلك إلى الليل.
وكان أبيّ بن أشيم أخو بني جرول وهو سيّدهم خرج في حاجة له، فلقيه بعض بني قطن فأسروه وأتى به أصحابه.
فقال نهشل بن حرّيّ: يا بني قطن، أطيعوني اليوم واعصوني أبدا.
قالوا: نعم، فقل.
فقال: يا بني قطن، إن هذا لم يشهد شرّكم ولا حربكم، ولا يحلّ لكم دمه، وإنّ قومه أحرّ من يقاتلكم وشوكتهم؛ فخذوا عليه العهد أن يصرفهم عنكم وخلّوا سبيله.
قالوا: افعل ما رأيت.
فأتاه نهشل بن حرّيّ فقال له: يا أبا أسماء، إنّ قومك قد حالوا بيننا وبين حقّنا وقاتلوا دونه، وقد أمكننا اللّه منك، وأنت واللّه أوفى دما عندنا من بني رميلة، فو اللّه لأقتلنّك أو تعطيني ما أسألك.
قال: سل.
قال: تجعل أن تصرف بني جرول جميعا، فإن لم يطيعوك انصرفت ببني أشيم، فإن لم يطيعوك أتيتنا.
قال: نعم. فخلّي سبيله/ تحت الليل. فأتاهم وهم بحيث يرى بعضهم بعضا
فقال: يا بني جرول انصرفوا؛ أتعترضون على قوم يريدون حقّهم! ألا تتّقون اللّه! واللّه لقد أسرني القوم ولو أرادوا قتلي لكان/ فيه وفاء بحقّهم، ولكنّهم يكرهون حربكم فلا تبغوا عليهم. فانصرف منهم أكثر من سبعين رجلا.
فلما رأى ذلك بنو صخر وبنو جرول قالوا: واللّه إنا لنظلم قومنا إن قاتلناهم؛ وانصرفوا، وتخاذل القوم.
فلما رأى ذلك الأشهب بن رميلة قال:
ويلكم! أفي ضربة من عصا لم تصنع شيئا تسفكون دماءكم! واللّه ما به من بأس، فأعطوا قومكم حقّهم.
فقال حجناء ورباب: واللّه لننصرفنّ فلنلحقنّ بغيركم ولا نعطي ما بأيدينا.
فجعل الأشهب بن رميلة يقول: ويلكم! أتخرّبون دار قومكم في ضربة عصا لم تبلغ شيئا!. فلم يزل بهم حتى جاءوا برباب فدفعوه إلى بني قطن، وأخذوا منهم أبا بدّال وهو المضروب فمات في تلك الليلة في أيديهم؛ فكتموه، وأرسلوا إلى عبّاد بن مسعود، ومالك بن ربعيّ، ومالك بن عوف، والقعقاع بن معبد، فعرضوا عليهم الدّية.
فقالوا: وما الدّية وصاحبنا حيّ!
قالوا: فإن صاحبكم ليس بحيّ.
فأمسكوا وقالوا: ننظر. ثم جاءوا إلى رباب فقالوا: أوصنا بما بدا لك.
قال: دعوني أصلّي.
قالوا: صلّ. فصلّى ركعتين
ثم قال: أما واللّه إنّي إلى ربّي لذو حاجة، وما منعني أن أزيد في صلاتي إلا أن تروا أن ذلك فرق من الموت، فليضربني منكم رجل شديد السّاعد حديد السيف. فدفعوه إلى أبي خزيمة بن نسير المكنيّ بأبي بدّال فضرب عنقه، فدفنوه؛ وذلك في الفتنة بعد مقتل عثمان بن عفّان وقيل قبل مقتله.
فقال الأشهب يرثي أخاه ويلوم نفسه في دفعه إليهم لتسكن الحرب: